# Dactylosporina macracantha
Dactylosporina macracantha är en svampart som först beskrevs av Rolf Singer, och fick sitt nu gällande namn av Dörfelt 1985. Dactylosporina macracantha ingår i släktet Dactylosporina och familjen Marasmiaceae.   Inga underarter finns listade i Catalogue of Life.